# Festung von Elar
Die urartäische Festung von Elar liegt 20 km nördlich von Jerewan in Abowjan (Provinz Kotajk) an der Straße zwischen Jerewan und dem Sewansee. Sie wurde von dem urartäischen König Argišti I. erbaut, besitzt aber eisenzeitliche Vorgängerbauten, die 1960 freigelegt wurden.
Elar ist auch ein wichtiger Fundort für frühbronzezeitliches Material.

## Inschrift
Eine Fels-Inschrift Argištis aus Elar erwähnt seinen Sieg über das Land Etiuni und die Stadt Darani im Land Uluani (KURù-lu-a-ni). Sie wurde bereits 1863 veröffentlicht. Aus der Inschrift kann man nicht sicher schließen, dass Elar mit Darani gleichzusetzen ist, da solche Inschriften zwar im Verlauf eines Feldzuges, aber nicht unbedingt an einem in der Inschrift erwähnten Orte angebracht wurden.

## Forschungsgeschichte
Die Festung wurde bereits 1928 von Evgenii Baiburtjan ausgegraben.

## Umgebung
5 km südwestlich von Elar liegt die Festung von Aramus.